# Advanced Audio Coding
AAC (del inglés Advanced Audio Coding) es un formato informático de señal digital audio basado en un algoritmo de compresión con pérdida, un proceso por el que se eliminan algunos de los datos de audio para poder obtener el mayor grado de compresión posible, resultando en un archivo de salida que suena lo más parecido posible al original.
El formato AAC corresponde al estándar internacional “ISO/IEC 13818-7” como una extensión de MPEG-2: un estándar creado por MPEG (Moving Picture Experts Group).
Debido a su excepcional rendimiento y la calidad, la codificación de audio avanzada (AAC) se encuentra en el núcleo del MPEG-4, 3GPP y 3GPP2, y es el códec de audio de elección para Internet, conexiones inalámbricas y de radiodifusión digital.
Este formato AAC ha sido elegido por Apple como formato principal para los iPods y para su software iTunes. También es utilizado en otras aplicaciones por Ahead Nero, Winamp y Nintendo DSi. El formato AAC a diferencia del formato OGG, permite incluir legalmente la protección de los derechos de autor, aquellos archivos de audio sin autorización, que tengan protección anticopia no funcionarán en AAC. Por ejemplo, los archivos AAC para iPod del software iTunes aunque son compatibles para la reproducción en la Nintendo DSi, no se les permite su ejecución, porque no está autorizada. En la actualidad iTunes provee sus canciones en aac sin protección DRM, por lo que no es necesario un dispositivo autorizado para reproducir la música adquirida en su tienda.

## Características
- El AAC utiliza una frecuencia de bits variable (VBR), un método de codificación que adapta el número de bits utilizados por segundo para codificar datos de audio, en función de la complejidad de la transmisión de audio en un momento determinado.
- AAC es un algoritmo de codificación de banda ancha de audio que tiene un rendimiento superior al del MP3, que produce una mejor calidad en archivos pequeños y requiere menos recursos del sistema para codificar y decodificar.
- Este códec está orientado a usos de banda ancha y se basa en la eliminación de redundancias de la señal acústica, así como en compresión mediante la transformada de coseno discreta modificada (MDCT), muy parecido al del MP3.
- No compatible con MPEG-1.
- Frecuencia de muestreo: 96 kHz, 88.2 kHz, 48 kHz, 44.1 kHz, 24 kHz, 22.05 kHz, 16 kHz. Aunque ciertos codificadores admiten codificar en saltos de 1 kHz, lo común son las cifras anteriormente descritas, siendo 48 kHz la usada normalmente para contenido cinematográfico y 44 kHz para la distribución de contenido musical.
- Máxima calidad en modo AAC-LC: 256 kbps (sonido monoaural) 448 kbps (Estéreo no paramétrico, sonido binaural), 1344 kbps (multicanal 5.1), 1536 kbps (multicanal 6.1, multicanal 7.1 y multicanal 7.1 (5F/2R/LFE))
- Máximo bitrate soportado: de 16 kbps (en perfil HE-AACv2, monoaural, sobremuestreo) hasta 1536 kbps (en perfil AAC-LC)

- Tres opciones:
  1. Máxima calidad (resolución a 23.43 Hz y 2.6 ms)
  2. No predicción
  3. Frecuencias de muestreo escalables

- Tres tipos de perfiles:
  1. AAC-LC: De 16 kbps a 256/448/1344/1536 kbps (mono/estéreo/5.1/6.1 y 7.1)
  2. HE-AAC: De 16 kbps a 160/256/384 kbps (mono/estéreo/5.1, 6.1 y 7.1)
  3. HE-AACv2: De 16 kbps a 160/256/384 kbps (mono/estéreo/5.1, 6.1 y 7.1)

## Comparación de AAC con respecto a otros formatos
Al igual que Ogg Vorbis, la codificación AAC es una forma de VBR o codificación de tasa de bits variable (variable bit rate), que es opuesto al CBR o codificación de tasa de bits constante (constant bit rate) usada por defecto cuando se exportan archivos a MP3. Esto quiere decir que para mantener una calidad constante a través de una pista, deberá usarse una tasa de bits más alta cuando se codifica una pieza de audio compleja, como un pasaje orquestal completo, que cuando se codifica una solo de voz o instrumento. En un formato con una codificación de tasa de bits variable una grabación que contiene un audio complejo producirá un archivo más grande, pero de mejor calidad que una codificación en un formato de tasa de bits constante. A su vez, para igualar la calidad del archivo en tasa de bits variable, el formato de tasa de bits constante necesitará ajustar su calidad a las partes más complejas, creando un archivo mayor en partes innecesarias.
El formato AAC permite, con la misma calidad de reproducción que un MP3, ahorrar hasta un 30% de espacio en memoria con respecto a este. Los archivos codificados en formato AAC permiten bajar dos escalones la calidad del archivo sin perder calidad de sonido.[cita requerida]
El formato AAC permite incluir legalmente la protección de los derechos de autor, y a los archivos de audio en AAC con protección anticopia no se les permite su ejecución sin autorización. Aunque esto podría representar una ventaja para las empresas propietarias de los derechos de la grabación, quizá esto haya frenado un poco su expansión, siendo más frecuente encontrar archivos para descarga gratuita en formato mp3 o en formato abierto (también conocido como Open Source) como ogg.
El formato AAC, como anteriormente se ha descrito, soporta el sonido multicanal, por lo que su uso como pista de audio para contenido cinematográfico lo hace muy polivalente, aunque el hecho de que los televisores y descodificadores solo deben admitir por acuerdos de la Comunidad Europea los formatos compatibles con DVB, MPEG-2 (DVD FORUM) y Blu Ray, los formatos MPEG-2, MPEG-1, AC3 (DOLBY DIGITAL) y PCM lineal, no lo convierte en el formato más compatible del mercado. Aunque lo común es que casi todo dispositivo incluya soporte AAC-LC, no se puede asegurar al 100% la compatibilidad, siendo en este caso desaconsejado distribuir contenido con este formato a niveles profesionales.
Incluso a bitrates muy bajos (32kbps o menos) el sonido en AAC sufre poca pérdida. Esto puede ser útil para codificar ficheros de audio cuando se requieren tamaños muy pequeños o para la codificación de diálogos. Un archivo de audio en formato AAC, a la misma calidad que uno en archivo de audio en formato mp3, ocupa prácticamente la mitad de espacio.
AAC alcanza una frecuencia de muestreo de 96kHz, que es la usada por los estudios de grabación. La calidad de sonido es superior  al mismo bitrate. Esto significa que es posible codificar un archivo de audio en AAC con un bitrate inferior al equivalente en MP3 manteniendo la misma calidad sonora. La velocidad de bits en el formato AAC equivale aproximadamente al doble de velocidad en el formato MP3. Por ejemplo: 96k en AAC equivale a 192k en mp3, por eso se obtiene más calidad en menos espacio. Un archivo de audio en HE-AAC codificado a 64kbps puede ofrecer una calidad similar a un archivo de audio en mp3 codificado a 128kbps. Sin embargo tanto el formato mp3 como ogg ofrecen una buena compresión de los archivos, que reducen su tamaño, pero dicha compresión no lleva aparejada la pérdida de calidad para el oyente, ya que emplean sistemas de compresión inteligente que eliminan las partes no audibles para el oído humano y parte del ruido ambiente. Un problema añadido son los conversores a AAC: en algunos conversores, como en iTunes es difícil modificar la codificación, que en archivos pequeños puede ser intrascendente al pasar de un archivo mp3 de 3,5 MB a un archivo de 4,1 MB en AAC pero que en archivos mayores es contraproducente. Así un archivo de audio mp3 de una calidad media, de 90MB, con el conversor de iTunes acaba convertido en un archivo de AAC de 420MB, sin que se pueda mejorar su calidad, ya que la calidad de entrada, lógicamente, no se puede elevar.

## Diagrama de bloques de un codificador MPEG-2 AAC
Partes del diagrama de bloques de un codificador MPEG-2 AAC:
- Control de Ganancia
- Modelo perceptivo del sistema de codificación perceptivo.
- Bancos de filtros: Basado en MDCT. Se utiliza para descomponer la señal en componentes de espectro (tiempo/frecuencia).
- TNS (Temporal Noise Shaping)
- Intensidad/Acoplamiento
- Predicción: predicción lineal por señales estacionarias. Logra una mejor eficiencia de codificación.
- M/S coding
- Cuantificación: Las componentes espectrales están cuantificadas con el objetivo de mantener el ruido.
- Control de flujo/distorsión
- Codificación sin ruido
- Multiplexador de trama de bits

## Licencia y patentes
No es necesaria ningún tipo de licencia o pago para un usuario, a la hora, de por ejemplo producir contenido en este formato. No obstante, una patente es necesaria para todos aquellos productores de codificadores en AAC. Por esta razón, existe software de uso libre que distribuye su código, para evitar problemas con la patente. 